# Нахчыванлы
Нахчыванлы (азерб. Naxçıvanlı), ранее — Нахчываник или Нахичеваник (азерб. Naxçıvanik), — село в Ходжалинском районе Азербайджана, является центром Нахчыванлинского сельского административно-территориального округа.

## География
Село Нахчыванлы является центром Нахчыванлинского сельского административно-территориального округа Ходжалинского района, при этом в состав этого сельского административно-территориального округа входят также и сёла Агбулаг, Аранзамин, Дахраз, Пирджамал. Село расположено на предгорной местности на высоте 821 м.

## История
Населённый пункт был некогда заложен семьями, переселившимися из Нахичевани. В период правления в Карабахе Ибрагим Халил-хана (правил в 1760—1806 гг.) деревней владел некий Пирум-бек (родоначальник рода Пирумянов). В этом селе находится родовое кладбище Пирумянов, там до сих пор проживают их потомки[уточнить].
В советский период на 1 января 1977 года село называлось Нахичеваник, было центром одноимённого сельсовета, входящего в состав Степанакертского района Нагорно-Карабахской автономной области (НКАО) Азербайджанской ССР. Указом Президиума Верховного Совета Азербайджанской ССР от 15 мая 1978 года было постановлено утвердить решение исполнительного комитета областного Совета народных депутатов Нагорно-Карабахской автономной области (НКАО) о переносе центра Степанакертского района из города Степанакерт (ныне Ханкенди) в рабочий посёлок Аскеран и переименовании Степанакертского района в Аскеранский район. В результате село оказалось в составе Аскеранского района НКАО Азербайджанской ССР.
2 сентября 1991 года на совместной сессии Нагорно-Карабахского областного и Шаумяновского районного Советов народных депутатов была принята Декларация о провозглашении Нагорно-Карабахской Республики в границах Нагорно-Карабахской автономной области (НКАО) и сопредельного Шаумяновского района Азербайджанской ССР.
26 ноября 1991 года Верховный Совет Азербайджанский Республики принял Закон «Об упразднении Нагорно-Карабахской автономной области Азербайджанской Республики». В этом Законе было постановлено помимо упразднения Нагорно-Карабахской Автономной Области (НКАО), в том числе также и упразднение Аскеранского района, образование Ходжалинского района с центром в городе Ходжалы и передача территории упразднённого Аскеранского района в состав Ходжалинского района. Решением Милли Меджлиса Азербайджанской Республики от 29 декабря 1992 года № 428 село Нахчываник Ходжалинского района было переименовано в Нахчыванлы. Таким образом, в настоящее время это село называется Нахчыванлы и является центром Нахчыванлинского сельского административно-территориального округа Ходжалинского района Азербайджана.
В результате Карабахского конфликта, село в 1992 году было занято армянскими вооружёнными формированиями и попало под контроль непризнанной Нагорно-Карабахской Республики (НКР). Согласно административно-территориальному делению непризнанной республики село располагалось в Аскеранском районе НКР и называлось Нахиджеван (арм. Նախիջևանիկ — букв. Нахиджеваник).
Согласно Трёхстороннему Заявлению в ночь с 9 по 10 ноября 2020 года, подписанному по итогам Второй Карабахской войны, село перешло под контроль Российских миротворческих сил.
В результате боевых действий в сентябре 2023 года Азербайджан восстановил свой контроль над селом.
22 декабря 2023 года Президент Азербайджана Ильхам Алиев посетил это село.

## Население
Согласно Кавказскому календарю на 1910 г., население села к 1908 г. составляло 1 249 человек, в основном армян. В 1911 году — 1 324 человека, армяне. По данным Кавказского календаря на 1915 год, население села так же преимущественно армянское
По состоянию на 1 января 1933 года в селе проживало 803 человека (189 хозяйств), все — армяне.
На 2010 год 212 жителей, на 2015 год 222 жителя.

## Известные уроженцы
- Карахан, Николай Георгиевич (1900—1970) — Народный художник Узбекской ССР[20].
- Бек-Пирумян, Даниел (1861—1922) — армянский военачальник и национальный герой.
- Бек-Пирумян, Погос (1856—1921) — армянский военачальник и национальный герой.